# Francesco Giuseppe di Isenburg-Büdingen-Birstein
Francesco Giuseppe Leopoldo Maria Antonio Carlo Aloisio Vittorio Volfango Bonifacio, VI principe di Isenburg-Büdingen in Birstein (dal 1913 Principe di Isenburg; Birstein, 1º giugno 1869 – Francoforte sul Meno, 15 settembre 1939), è stato un principe tedesco, capo della casata tedesca mediatizzata di Isenburg-Büdingen-Birstein, ufficiale e tenente colonnello prussiano, dal 1915 capo dell'amministrazione militare tedesca in Lituania.

## Biografia
Era figlio del principe Carlo di Isenburg-Büdingen-Birstein (1838-1899) e di sua moglie l'archiduchessa Maria Luisa d'Asburgo-Lorena-Toscana (1845-1917), figlia del granduca Leopoldo II di Toscana (1797-1870) e della sua seconda moglie Maria Antonia di Borbone-Due Sicilie (1814-1898).
Nel 1915 diventò capo dell'amministrazione militare tedesca della Lituania. Dal 1901-1918 fu membro della camera dei signori di Prussia, dal 1902-1918 membro della prima camera del granducato d'Assia, dal 1912-1919 membro dei consigli municipali di Kassel e Assia-Nassau, nel 1915 primo aiutante del governatore della Polonia russa, poi capo dell'amministrazione della Lituania, nel 1921 membro dell'Ufficio statale per i beni familiari. Secondo il professor Wolfgang Stribrny, in un trattato storico sulla casata regnante di Isenburg, il principe Francesco Giuseppe avrebbe goduto di una "popolarità insolita". Tuttavia, anche altre fonti riferiscono che aveva governato la Lituania in modo molto rigoroso, motivo per cui nel 1918 fu sostituito a capo dell'amministrazione lituana.

## Famiglia
Nel 1896 il principe Francesco Giuseppe sposò la principessa Federica di Solms-Braunfels (1873–1927), figlia del principe Ermanno di Solms-Braunfels. Francesco Giuseppe e Federica hanno avuto i seguenti figli:
- Maria Luisa (22 marzo 1897 - 9 agosto 1970)

∞ 14 agosto 1918 Guglielmo, conte von Oppersdorff (1896 - 1989)
- Alice (21 dicembre 1899 - 22 dicembre 1945)

∞ 14 giugno 1923 principe Edoardo di Windisch-Graetz (1891 - 1976)
- Francesco Ferdinando (17 luglio 1901 - 9 dicembre 1956)

22 luglio 1939 Contessa Irina Alexandrovna Tolstaïa (1917 - 1998)
- Sofia (7 gennaio 1903 - 4 luglio 1971)
- Anna Agnese (7 marzo 1904 - 5 novembre 1970)

∞ 17 aprile 1929 Georg, Graf von Starhemberg
- Ferdinando Karlo (20 febbraio 1906 - 5 maggio 1968)

La sua pronipote è la principessa Sofia di Isenburg (* 1978) moglie dell'attuale capo del casato di Hohenzollern Giorgio Federico di Prussia.

## Ascendenza
|                                                      |                               |                                                       | Genitori                                                 |  |  | Nonni |  |  | Bisnonni                                 |  |  | Trisnonni                                             |  |
|                                                      |                               |                                                       |                                                          |  |  |       |  |  | 8. Carlo I di Isenburg-Büdingen-Birstein |  |  | 16. Volfango Ernesto II di Isenburg-Büdingen-Birstein |  |
|                                                      |                               |                                                       |                                                          |  |  |       |  |  | 8. Carlo I di Isenburg-Büdingen-Birstein |  |  | 16. Volfango Ernesto II di Isenburg-Büdingen-Birstein |  |
|                                                      |                               | 17. Sofia Carlotta di Anhalt-Bernburg-Schaumburg-Hoym |                                                          |  |  |       |  |  | 8. Carlo I di Isenburg-Büdingen-Birstein |  |  |                                                       |  |
| 4. Vittorio Alessandro di Isenburg-Büdingen-Birstein |                               |                                                       |                                                          |  |  |       |  |  | 8. Carlo I di Isenburg-Büdingen-Birstein |  |  |                                                       |  |
|                                                      |                               | 9. Carlotta Augusta di Erbach-Erbach                  | 18. Francesco I di Erbach-Erbach                         |  |  |       |  |  |                                          |  |  |                                                       |  |
|                                                      |                               | 9. Carlotta Augusta di Erbach-Erbach                  | 18. Francesco I di Erbach-Erbach                         |  |  |       |  |  |                                          |  |  |                                                       |  |
|                                                      |                               | 9. Carlotta Augusta di Erbach-Erbach                  | 19. Luisa di Leiningen-Dagsburg                          |  |  |       |  |  |                                          |  |  |                                                       |  |
| 2. Carlo di Isenburg-Büdingen-Birstein               |                               | 9. Carlotta Augusta di Erbach-Erbach                  |                                                          |  |  |       |  |  |                                          |  |  |                                                       |  |
|                                                      |                               | 10. Carlo Tommaso di Löwenstein-Wertheim-Rosenberg    | 20. Domenico Costantino di Löwenstein-Wertheim-Rochefort |  |  |       |  |  |                                          |  |  |                                                       |  |
|                                                      |                               | 10. Carlo Tommaso di Löwenstein-Wertheim-Rosenberg    | 20. Domenico Costantino di Löwenstein-Wertheim-Rochefort |  |  |       |  |  |                                          |  |  |                                                       |  |
|                                                      |                               | 10. Carlo Tommaso di Löwenstein-Wertheim-Rosenberg    | 21. Leopoldina di Hohenlohe-Bartenstein                  |  |  |       |  |  |                                          |  |  |                                                       |  |
| 5. Maria di Löwenstein-Wertheim-Rosenberg            |                               | 10. Carlo Tommaso di Löwenstein-Wertheim-Rosenberg    |                                                          |  |  |       |  |  |                                          |  |  |                                                       |  |
|                                                      |                               | 11. Sofia di Windisch-Grätz                           | 22. Joseph Nicholas von Windisch-Grätz                   |  |  |       |  |  |                                          |  |  |                                                       |  |
|                                                      |                               | 11. Sofia di Windisch-Grätz                           | 22. Joseph Nicholas von Windisch-Grätz                   |  |  |       |  |  |                                          |  |  |                                                       |  |
|                                                      |                               | 11. Sofia di Windisch-Grätz                           | 23. Maria Leopoldina Francesca di Arenberg               |  |  |       |  |  |                                          |  |  |                                                       |  |
| 1. Francesco Giuseppe di Isenburg-Büdingen-Birstein  |                               | 11. Sofia di Windisch-Grätz                           |                                                          |  |  |       |  |  |                                          |  |  |                                                       |  |
|                                                      | 12. Ferdinando III di Toscana | 24. Leopoldo II d'Asburgo-Lorena                      |                                                          |  |  |       |  |  |                                          |  |  |                                                       |  |
|                                                      | 12. Ferdinando III di Toscana | 24. Leopoldo II d'Asburgo-Lorena                      |                                                          |  |  |       |  |  |                                          |  |  |                                                       |  |
|                                                      | 12. Ferdinando III di Toscana | 25. Maria Luisa di Borbone-Spagna                     |                                                          |  |  |       |  |  |                                          |  |  |                                                       |  |
| 6. Leopoldo II di Toscana                            | 12. Ferdinando III di Toscana |                                                       |                                                          |  |  |       |  |  |                                          |  |  |                                                       |  |
|                                                      |                               | 13. Luisa Maria Amalia di Borbone-Due Sicilie         | 26. Ferdinando I delle Due Sicilie                       |  |  |       |  |  |                                          |  |  |                                                       |  |
|                                                      |                               | 13. Luisa Maria Amalia di Borbone-Due Sicilie         | 26. Ferdinando I delle Due Sicilie                       |  |  |       |  |  |                                          |  |  |                                                       |  |
|                                                      |                               | 13. Luisa Maria Amalia di Borbone-Due Sicilie         | 27. Maria Carolina d'Asburgo-Lorena                      |  |  |       |  |  |                                          |  |  |                                                       |  |
| 3. Maria Luisa d'Asburgo-Lorena                      |                               | 13. Luisa Maria Amalia di Borbone-Due Sicilie         |                                                          |  |  |       |  |  |                                          |  |  |                                                       |  |
|                                                      |                               | 14. Francesco I delle Due Sicilie                     | 28. Ferdinando I delle Due Sicilie (= 26)                |  |  |       |  |  |                                          |  |  |                                                       |  |
|                                                      |                               | 14. Francesco I delle Due Sicilie                     | 28. Ferdinando I delle Due Sicilie (= 26)                |  |  |       |  |  |                                          |  |  |                                                       |  |
|                                                      |                               | 14. Francesco I delle Due Sicilie                     | 29. Maria Carolina d'Asburgo-Lorena (= 27)               |  |  |       |  |  |                                          |  |  |                                                       |  |
| 7. Maria Antonia di Borbone-Due Sicilie              |                               | 14. Francesco I delle Due Sicilie                     |                                                          |  |  |       |  |  |                                          |  |  |                                                       |  |
|                                                      |                               | 15. Maria Isabella di Borbone-Spagna                  | 30. Carlo IV di Spagna                                   |  |  |       |  |  |                                          |  |  |                                                       |  |
|                                                      |                               | 15. Maria Isabella di Borbone-Spagna                  | 30. Carlo IV di Spagna                                   |  |  |       |  |  |                                          |  |  |                                                       |  |
|                                                      |                               | 15. Maria Isabella di Borbone-Spagna                  | 31. Maria Luisa di Borbone-Parma                         |  |  |       |  |  |                                          |  |  |                                                       |  |
|                                                      |                               | 15. Maria Isabella di Borbone-Spagna                  |                                                          |  |  |       |  |  |                                          |  |  |                                                       |  |